# Кас'яново (Псковська область)
Кас'яново (рос. Касьяново) — присілок в Великолуцькому районі Псковської області Російської Федерації.
Населення становить 12 осіб. Входить до складу муніципального утворення Переслегинська волость.

## Історія
Від 2014 року входить до складу муніципального утворення Переслегинська волость.

## Населення
| 2001 | 2002 | 2010 |
| ---- | ---- | ---- |
| 11   | ↘10  | ↗12  |